# Сухі I
Сухі I (*д/н — поч. X ст. до н. е.) — володар-землі міста-держави Каркемиш.

## Життєпис
Вважається представником побічної гілки, можливо з Меліду, Хетської династії Каркемиша. На той час з початку XI ст. до н. е. впроваджується посада володар землі (на кшталт молодшого царя), який за політичною вагою слідував за великим царем. Діяв під час панування Ура-Таркунди. Можливо, поступово до 975 року до н. е. перебрав фактичну владу в державі. Про це свідчить те, що зміг призначити сина Арну-… жерцем головної богині Ку-Баби. Тривалість панування Сухі I невідома.
Згодом зміг передати владу синові Астуватаманзі, заснувавши тим самим династію володарів землі Каркемиша, яка дістала назву Сухі. Його нащадки встановили стелу, де розповідають про діяльність Сухі I.